# Kodachrome

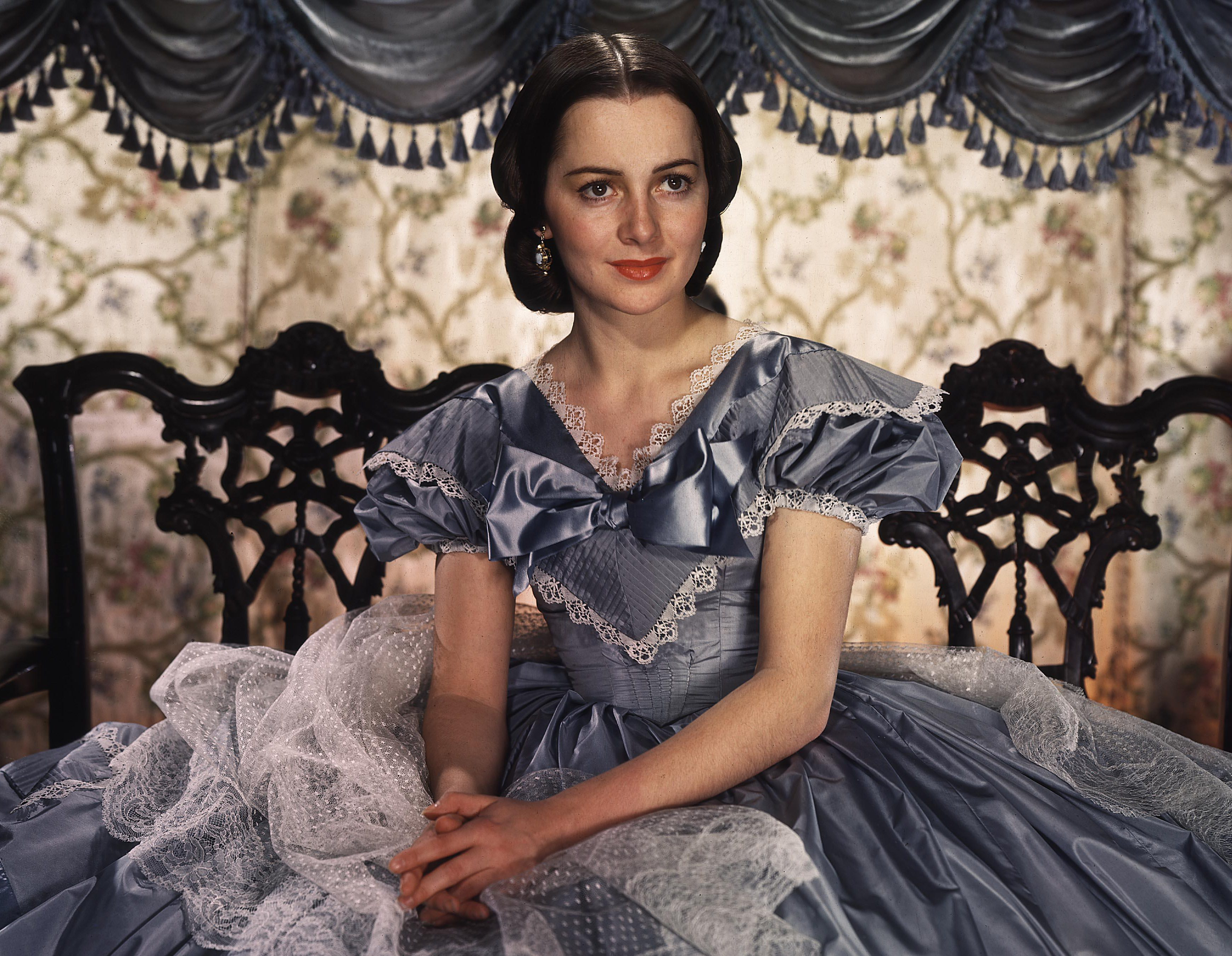
La actriz estadounidense Olivia de Havilland en una fotografía Kodachrome tomada en 1939.

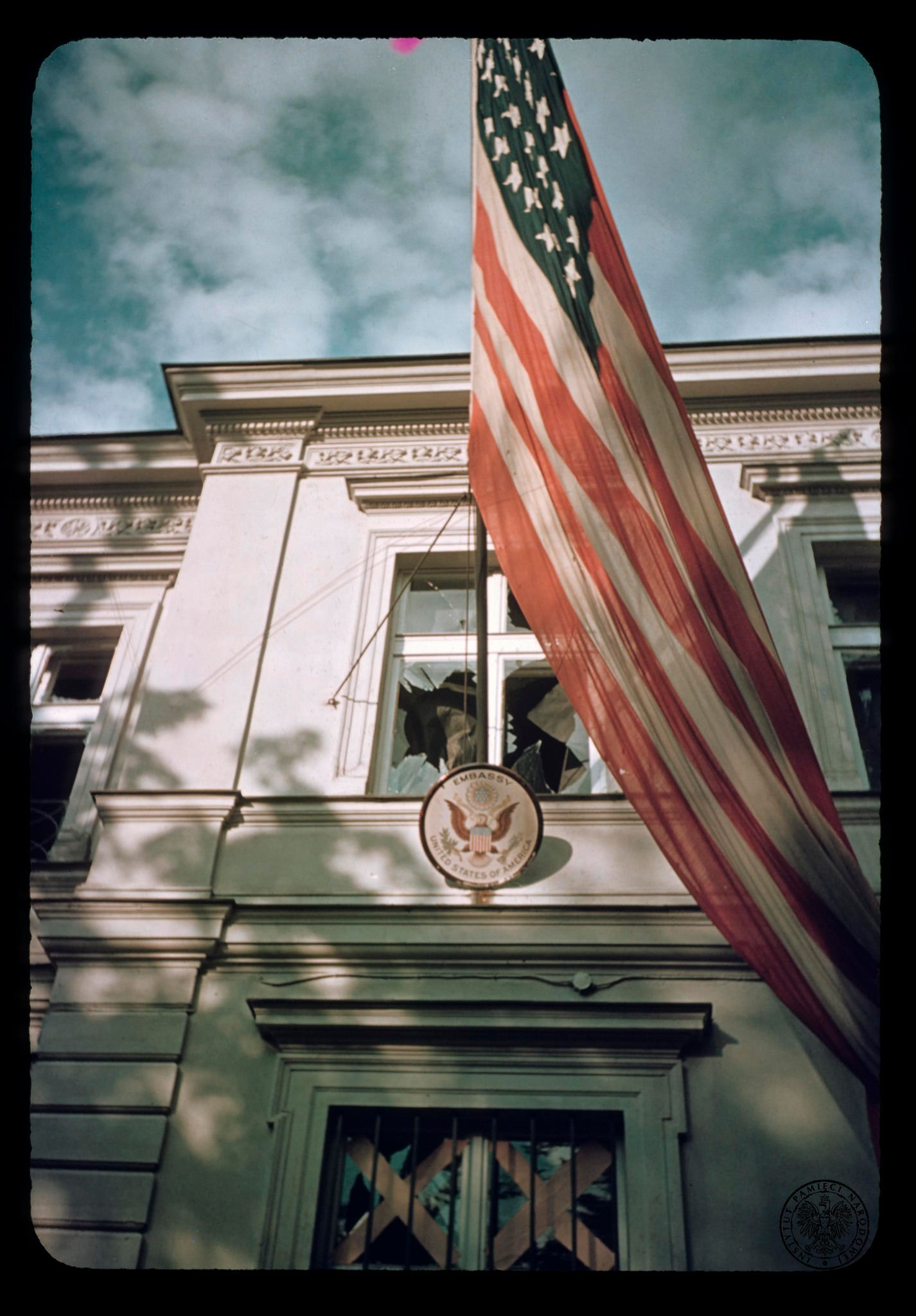
Foto de Kodachrome que muestra la embajada de Estados Unidos en Varsovia durante la Invasión alemana de Polonia de 1939.

Liberación de París, fotografía Kodachrome tomada el 26 de agosto de 1944.

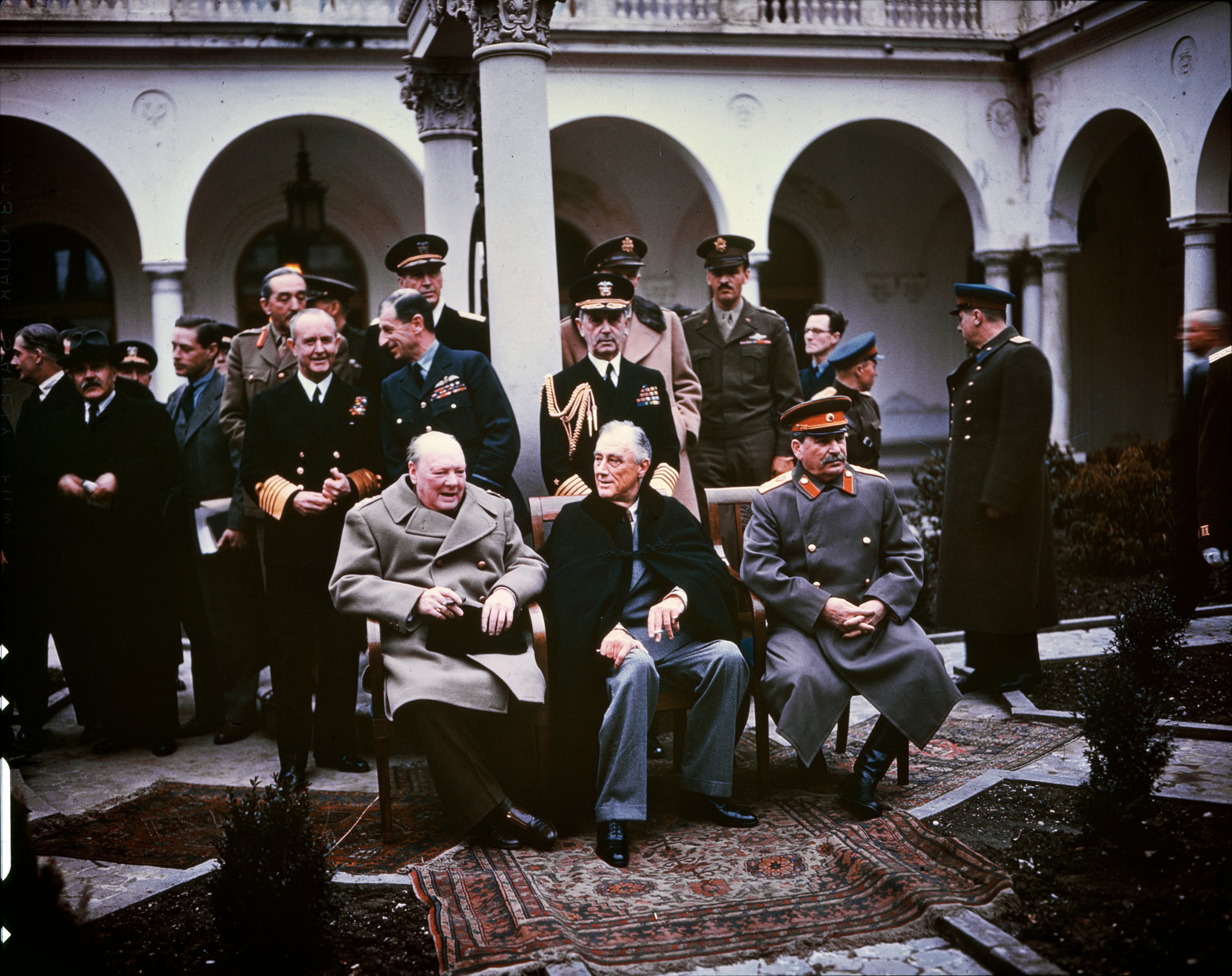
Conferencia de Yalta, fotografía Kodachrome tomada en 1945.

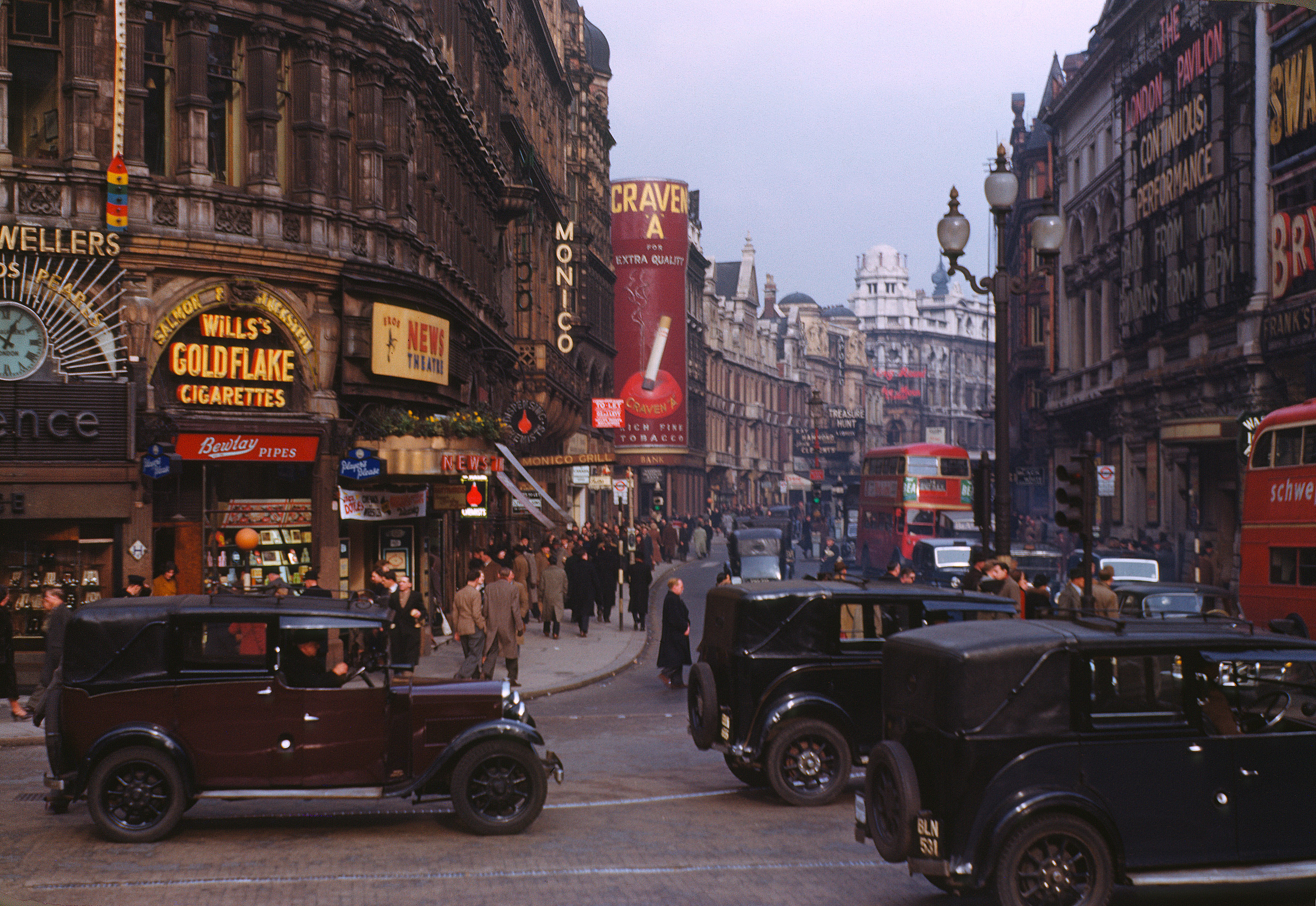
Fotografía de la Avenida Shaftesbury y Piccadilly Circus en Londres, tomada usando Kodachrome. (c. 1949)

Kodachrome es el nombre comercial de un tipo de película para diapositivas en color fabricadas por Eastman Kodak entre los años 1935 y 2009. Kodachrome fue el primer tipo de película comercializada a gran escala de renombre que usaba un método de revelado sustractivo, a diferencia de los más antiguos "screenplate" como Autochrome y Dufaycolor, llegando a ser el más antiguo de su clase. Este procedimiento de color ha servido para inmortalizar momentos históricos como la filmación del asesinato del presidente John F. Kennedy.

## Historia
El procedimiento fue desarrollado por dos músicos profesionales, Leopold Godowsky (hijo del también músico, y compositor, Leopold Godowsky) y Leopold Mannes, en su tiempo libre. Ellos se lo venderían a la empresa fundada por George Eastman y, finalmente, se incorporarían a su laboratorio científico. El proceso de creación no hubiese sido posible sin diversas ayudas, como un préstamo de 20.000$ concedido por Kuhn, Loeb & Co, y la disponibilidad de las instalaciones de Kodak para realizar pruebas sobre el nuevo producto.
En el año 1935, la compañía Kodak comenzó a comercializar la película Kodachrome en formato 16mm, un año después, 8mm, y posteriormente para 35mm y todos los formatos de diapositivas, ya que su fiel reproducción del color convirtió al Kodachrome en el estándar exigido en el mundo editorial y académico.
La película Kodachrome es muy apreciada en el mundo profesional por su precisión con los colores reales y la capacidad de ser almacenado sin deterioro por mucho tiempo. Por estas cualidades, esta marca de película ha sido utilizada por muchos fotógrafos de renombre como Steve McCurry y Alex Webb. McCurry usó Kodachrome para su mundialmente conocido retrato de Sharbat Gula, "la niña afgana", en 1984 y publicada en la revista National Geographic. La empresa Walton Sound and Film Services Ltd del Reino Unido también utilizó Kodachrome en 1953 para la filmación oficial en 16mm de la Coronación de la Reina Isabel II. También se usó en las posteriores copias de este acontecimiento vendidas al público.
Fue utilizado durante muchos años para fotografía profesional en color, especialmente la destinada a las publicaciones impresas. Requiere un proceso de revelado muy complejo que no está al alcance de fotógrafos aficionados, siendo necesario llevarla a un laboratorio especializado. La película era vendida con el precio de revelado incluido, excepto en Estados Unidos a partir de 1954, cuando una sentencia judicial lo prohibió.
El proceso de revelado y de fabricación de Kodachrome sufrió, a lo largo de su historia, cuatro alteraciones. El sistema original de 1935 fue sustituido por el llamado K-11 en 1955, el K12 en 1961 y, finalmente, el K-14 en 1964.
Las ventas de las diapositivas Kodachrome disminuyeron considerablemente en 1990 cuando Fujifilm sacó la nueva película Velvia, cuyo proceso de revelado era mucho más sencillo y podía ser llevado a cabo por pequeños laboratorios o incluso por particulares.
La llegada de la fotografía digital redujo progresivamente la demanda de película a lo largo primera década del siglo XXI, disminuyendo también el volumen de ventas de Kodachrome. En 2005, Kodak interrumpió la fabricación de la película Kodachrome en formato Super-8 y, en 2006, la de 16mm. El 22 de junio de 2009, la empresa Eastman Kodak anunció el fin de la producción de película Kodachrome, haciendo referencia a la reducción de la demanda. Aunque existían varios laboratorios independientes que todavía revelaban esta película, sólo permanecía abierto uno certificado oficialmente para todo el mundo, el Dwayne's Photo en Parsons, Kansas, que dejó de aceptar rollos de Kodachrome el 30 de diciembre de 2010, ya que Kodak dejó de fabricar los químicos necesarios para el revelado.

## Procedimiento
El complejo proceso del Kodachrome empieza con un revelado en blanco y negro, que produce imágenes negativas de plata en cada una de las tres capas de los colores primarios. Después, la película se lava y se expone a una luz roja por el lado de la base, que afecta solo a esa capa, ya que es a única sensible a este color. Entonces. la película se somete a un revelado con radical cromogénico que forma un tinte verde-azul. La imagen positiva de tinte se forma junto con la imagen de plata. La película se vuelve a lavar y después se expone a luz azul por su cara exterior. La capa intermedia, protegida por el filtro amarillo que hay entre las capas media y exterior, queda a salvo de la exposición a la luz azul a pesar de ser sensible a la misma. El siguiente paso es el revelado con radical cromático amarillo, lo que forma imágenes positivas de tinte amarillo y de plata en la capa exterior. Luego se revela la capa media, que contiene la imagen verde. Finalmente, se elimina la plata tanto de las imágenes positivas como de las negativas y se limpia con un baño final la película de restos químicos que puedan deteriorar los colorantes o incluso el propio soporte, ya que el Kodachrome se fabricó siempre en un material susceptible como es el triacetato.

## Características

### Emulsión
Las películas de Kodachrome no son sustantivas. Esto quiere decir que, a diferencia de las películas de transparencia sustancial y de color negativo, no incorpora acopladores de tinte en las capas de emulsión, sino que estos se agregan durante el proceso. Como consecuencia, las capas son más delgadas y se dispersa menos luz tras la exposición, por lo que este tipo de película graba imágenes con mayor nitidez que las sustantivas. 

### Color
La reproducción de los colores en las películas de Kodachrome fue única durante décadas. Incluso después de la introducción de la película Velvia de Fujifilm, muchos profesionales siguieron optando por el producto de Kodak. El fotógrafo Steve McCurry dijo en una entrevista con Vanity Fair:
Si tiene buena luz y tiene una velocidad de obturación bastante alta, será una fotografía en color brillante. Tenía una gran paleta de colores. No fue demasiado estridente. Algunas películas son como si estuvieras drogado o algo así. Velvia hizo todo tan saturado y salvajemente exagerado, demasiado eléctrico. Kodachrome tenía más poesía, suavidad, elegancia. Con la fotografía digital, obtienes muchos beneficios [pero] tienes que ponerlos en posproducción. [Con Kodachrome] lo sacas de la caja y las imágenes ya son brillantes.

### Contraste
Kodachrome se suele usar para a proyección directa con luz blanca, por lo cual posee un contraste bastante alto. 
Existió una versión especial para usos profesionales (que requerían duplicación), Kodachrome Commercial (KCO), disponible en una base perforada BH de 35mm (exclusivamente a través de Technicolor) y en una base de 16 mm (exclusivamente a través de la división de productos profesionales de Eastman Kodak). Esta versión tiene un bajo contraste que complementa las diversas películas de duplicado con las que está destinada a ser utilizada: negativos de separación de plata para 35 mm (controlados exclusivamente por Technicolor) y papeles de duplicación e impresión reversibles para 16 mm (controlados exclusivamente por Eastman Kodak). 
Kodachrome Commercial estuvo disponible hasta mediados de los años 50, cuando fue sustituido por Ektachrome Commercial (ECO).

### Estabilidad de archivo
Si es conservada en la oscuridad y bajo las condiciones adecuadas, la estabilidad de las películas de Kodachrome a largo plazo es superior a la de otros tipos de película en color de la época. Las imágenes en diapositivas Kodachrome realizadas después de que Kodak alterase el proceso de revelado en 1938 conservan todavía a día de hoy su color. Según los cálculos, el tinte amarillo, el menos estable, perdería el 20% de su color en 185 años. Sin embargo, la estabilidad de color de Kodachrome bajo luz brillante, por ejemplo durante la proyección , es inferior a las películas de diapositivas importantes. El tiempo de desvanecimiento de Kodachrome bajo proyección es de aproximadamente una hora, en comparación con las dos horas y media de Fujichrome. Por otro lado, la película expuesta sin revelar puede sobrevivir años antes de ser procesada.

### Resolución y escaneo digital
Cada uno de los 24 fotogramas que componen un segundo de película Kodachrome de 35mm contiene el equivalente a 20 megapíxeles de capacidad de almacenamiento de información. El escaneo de estas películas es complicado por su tendencia a adquirir un matiz azul, aunque hay ciertos productores de software que tienen incorporados perfiles de color especiales de Kodachrome para evitarlo. Es necesaria una calibración IT8 con un objetivo de calibración Kodachrome especial para una reproducción precisa del color.
El polvo, los arañazos y las huellas dactilares en la diapositiva generalmente se detectan y eliminan mediante el software de un escáner. Kodachrome interactúa con este canal de infrarrojos de dos formas. La absorción del tinte cian se extiende a la región del infrarrojo cercano, haciendo que esta capa sea opaca a la radiación infrarroja. Kodachrome también tiene una imagen en relieve pronunciada que puede afectar al canal de infrarrojos. En ocasiones, estos efectos pueden causar una ligera pérdida de nitidez en la imagen escaneada cuando se utiliza Digital ICE o una función similar de eliminación de polvo de canal infrarrojo.

## En la cultura popular
Kodachrome sirvió como inspiración al músico Paul Simon para su canción "Kodachrome" de 1973. En 2017, se estrenó en el Festival Internacional de Cine de Toronto la película Kodachrome, dirigida por Mark Raso y protagonizada por Ed Harris, Jason Sudeikis y Elizabeth Olsen, en la que un hombre que con una enfermedad terminal (Ed Harris), le pide a su hijo (Jason Sudeikis) que, junto con su enfermera (Elizabeth Olsen) le acompañe en un viaje hasta Dwayne's Photo en Parsons, Texas para procesar sus últimas películas de Kodachrome.

## Para ampliar información
- Ignacio Benedeti Corzo: "Número especial conmmemorativo: Kodachrome In Memoriam (1935-2010)", Flicker n.º 40, boletín trimestral de Ignacio Benedeti Cinema (requiere Adobe Flash Player)